# 托雷略
托雷略，是西班牙加泰罗尼亚巴塞罗那省的一个市镇，距离巴塞罗那87公里。总面积14平方公里，总人口13 908人（2013年），人口密度1032人/平方公里。